# Giovanni Carlo Maria Clari
Giovanni Carlo Maria Clari (Pisa, 27 settembre 1677 – Pisa, 16 maggio 1754) è stato un compositore italiano.

## Biografia
Figlio del violinista Costantino (dipendente della Chiesa di Santo Stefano dei Cavalieri), fu allievo a Pisa di Teofilo Macchetti (maestro di cappella del Duomo), e a Bologna di Giovan Paolo Colonna: sotto la sua guida entrò nell'Accademia filarmonica nel 1697, ma non riuscì a ereditare la carica paterna a Pisa. Lavorò privatamente per famiglie nobili a Pisa e Firenze, finché non destò l'attenzione del principe Ferdinando de' Medici, che lo rese un suo protetto e lo assunse come maestro di cappella del Duomo di Pistoia nel 1703. Qui Clari riorganizzò l'orchestra, rivoluzionò il sistema didattico della scuola musicale e compose molti oratori, contribuendo in maniera determinante alla diffusione del genere in Toscana.
I suoi metodi di insegnamento furono apprezzati dall'aristocrazia pistoiese, ma suscitarono la reazione della gerarchia ecclesiastica, che ogni anno cercò di licenziarlo: solo l'intervento del principe Ferdinando gli permise di continuare il suo lavoro, ma alla morte di costui nel 1713, Clari non riuscì a tenere a freno l'ostracismo del clero, e fu destituito nel 1720. Venne assunto dai Cavalieri di Santo Stefano per la loro cappella, ma su di lui si originarono diverse dicerie sulla sua condotta morale, che gli resero difficile, per un po', il raggiungimento di incarichi più importanti.
Nonostante tutto, nel 1723 fu chiamato personalmente dall'Arcivescovo di Pisa per riorganizzare una quasi abbandonata cappella del Duomo. A Pisa, Clari rimase fino alla morte, e qui compose molta della sua musica sacra. Contemporaneamente mantenne cordiali contatti con l'aristocrazia pistoiese, che gli garantì molte commissioni private per composizioni profane da eseguire durante importanti eventi sociali cittadini. Nonostante il successo privato, morì in totale povertà.

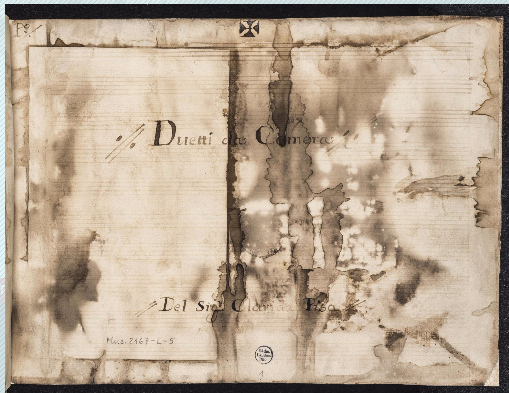
Frontespizio di una copia manoscritta primo-settecentesca dei Duetti da camera di Clari, conservata nella Biblioteca Nazionale e Universitaria della Sassonia a Dresda.

## Stile
Dapprima visto come un conservatore, oggi si tende a evidenziare la modernità della sua produzione. Nonostante la sua musica sia sempre stata composta per scopi precisi, sacri o profani, si vede che Clari segue alla perfezione le mode artistiche del suo tempo (provenienti soprattutto da Roma, Venezia e Bologna), denotando interesse e gusto. Negli oratori usò spesso il recitativo accompagnato, poderose fughe e tese a ingigantire le masse strumentali, avvalendosi anche della collaborazione di virtuosi (come il trombonista Domenico Manfredini, per il quale scrisse molte parti soliste nei suoi lavori pistoiesi), con cromatismi eccezionali per l'epoca.
Se la sua produzione sacra risulta poco originale rispetto ai coevi risultati di Antonio Vivaldi e Alessandro Scarlatti, quella profana è ricca di novità: le sue liriche vocali da camera (duetti e terzetti), che cantano di argomenti amorosi con un sapiente alternarsi di pezzi d'insieme e voli virtuosistici accompagnati da un elegante basso continuo, hanno contribuito non poco alla definizione del duetto da camera settecentesco. Alcuni hanno notato come il suo oratorio Il martirio di Santo Stefano (1716) sia la base stilistica e tematica dell'opera Poliuto di Gaetano Donizetti (1838-1848).

## Fortuna
Le liriche vocali da camera furono adorate dai teorici musicali del tempo, che le citavano come esempi di perfezione. Il celebre Georg Friedrich Händel usò sei duetti di Clari nella sua Teodora del 1750 (è probabile che i due si fossero conosciuti a Firenze nel 1709). A testimonianza del suo successo sta il fatto che copie, anche coeve, di sue composizioni si conservano nelle biblioteche di tutta Europa (e molte anche in America, vedi la sezione Fonti), ma la sua fama si affievolì completamente nell'Ottocento.

## Fonti
Il Centro Documentazione Musicale della Toscana è riuscito a individuare molti autografi di Clari a Pisa (Archivio Storico Musicale dell'Opera della Primaziale Pisana, Archivio Musicale dell'Ordine dei Cavalieri di Santo Stefano) e Pistoia (Archivio Capitolare). Le città italiane che possiedono il maggior numero di copie coeve delle sue composizioni sono:

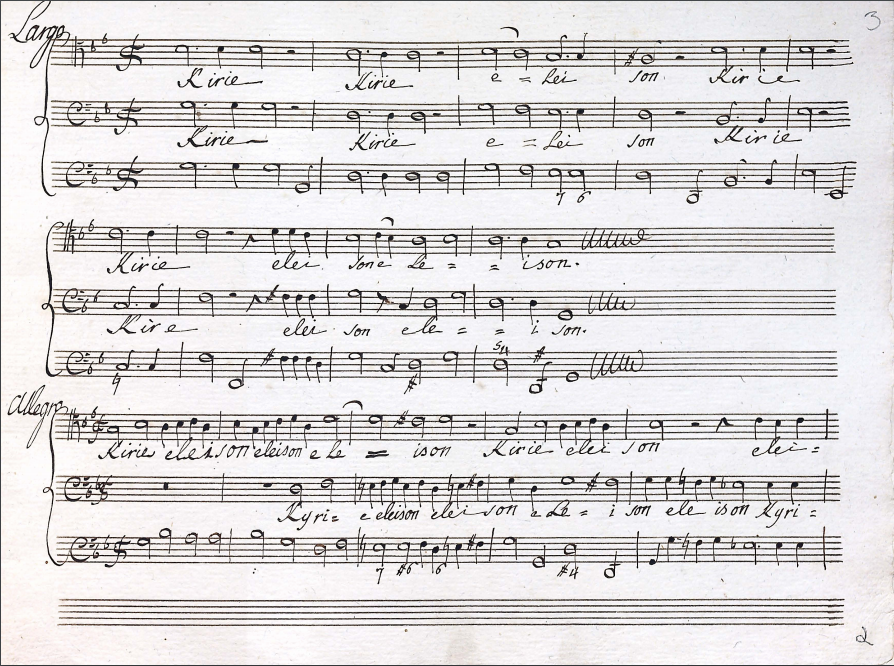
Prima pagina di una copia manoscritta non datata di una Messa a 2 voci di Clari conservata nel Fondo Ricasoli dell'Università di Louisville in Kentucky.

- Bologna (Museo internazionale e biblioteca della musica, Biblioteca di San Francesco, Oratorio San Filippo Neri)
- Parma (Biblioteca Palatina)
- Napoli (Conservatorio San Pietro a Majella)
- Venezia (Conservatorio Benedetto Marcello, Biblioteca Nazionale Marciana, Fondazione Ugo e Olga Levi)
- Bergamo (Biblioteca civica Angelo Mai)
- Vincenza (Biblioteca Bertoliana)
- Padova (Pontificia Biblioteca Antoniana)
- Mantova (Fondo Greggiati di Ostiglia)
- Brescia (Conservatorio Luca Marenzio)
- Firenze (Conservatorio Luigi Cherubini, Archivio Musicale della Basilica della Santissima Annunziata)
- Prato (Archivio Storico della Cappella Musicale del Duomo)[17]
- Lucca (Biblioteca dell'Istituto Musicale Luigi Boccherini)[18]
- Livorno (Fondo «musicale livornese Duomo» presso l'Istituto superiore di studi musicali Pietro Mascagni)[19]
- Montecassino (Biblioteca Statale del Monumento Nazionale, i cui 6 manoscritti sono digitalizzati su Internet Culturale)
- Pistoia (la Biblioteca Forteguerriana possiede i libretti di due suoi oratori)[20]

Le più importanti collezioni estere di copie manoscritte coeve di opere di Clari sono in: 
- Germania (Münster, Amburgo, Berlino, Hannover, Monaco di Baviera, Dresda, Passau)
- Stati Uniti d'America (Library of Congress di Washington, Music Library della Michigan University ad Ann Arbor, San Francisco State University, Newberry Library di Chicago, Music Library della Yale University di New Haven, Jean Gray Hargrove Music Library di Berkeley)
- Belgio (Koninklijk Conservatorium e Bibliothèque Royale de Belgique di Bruxelles)
- Russia (Biblioteca di ricerca «Taneev» del Conservatorio «Čajkovskij» di Mosca)
- Gran Bretagna (British Library e Royal Academy of Music di Londra, Euing Music Collection di Glasgow, John Rylands University Library di Manchester).

## Discografia
Nel 2011, l'etichetta Fugatto pubblica un CD degli organisti Antonio Galanti e Matteo Venturini, registrato con gli organi conservati nella Chiesa dei SS Andrea e Lucia a Ripoli, in cui figurano due pezzi sacri di Clari trascritti per organo da Venturini.